# La Unión, San Pedro Mixtepec -Dto. 22 -
La Unión är en ort i Mexiko.   Den ligger i kommunen San Pedro Mixtepec -Dto. 22 - och delstaten Oaxaca, i den sydöstra delen av landet, 500 km sydost om huvudstaden Mexico City. La Unión ligger 124 meter över havet och antalet invånare är 230.
Terrängen runt La Unión är kuperad åt nordost, men åt sydväst är den platt. Runt La Unión är det ganska glesbefolkat, med 43 invånare per kvadratkilometer. Närmaste större samhälle är Puerto Escondido, 4,5 km sydväst om La Unión. Omgivningarna runt La Unión är en mosaik av jordbruksmark och naturlig växtlighet.